# Onychocella alula
Onychocella alula är en mossdjursart som beskrevs av Roxanne Irene Hastings 1930. Onychocella alula ingår i släktet Onychocella och familjen Onychocellidae. Inga underarter finns listade i Catalogue of Life.